# 李弘芝
李弘芝（6世纪？—617年），一作李弘，隋末民变起义军领袖。
614年二月廿九日，扶风人唐弼拥立李弘芝为天子，有部众十万人，唐弼自称唐王。617年，薛举派他的儿子薛仁果攻打扶风郡，唐弼据守汧源抵抗。薛举派使者招降唐弼，唐弼杀死了李弘芝，请求归降薛举。